# الجامعة التقنية الوطنية الأوكرانية المركزية
الجامعة التقنية الوطنية الأوكرانية المركزية مؤسسة تعليم عالي أوكرانية، (بالأوكرانية: Центральноукраїнський національний технічний університет) هي جامعة تقع في كيروفوغراد أوبلاست، أوكرانيا. تأسست هذه الجامعة في سنة 1929